# Marco Paulo (chanteur)
Pour les articles homonymes, voir Marco Paulo.
Marco Paulo (nom de scène de João Simão da Silva), né le 21 janvier 1945 à Mourão et mort le 24 octobre 2024 à Sintra, est un des chanteurs portugais les plus populaires.

## Distinctions
Marco Paulo a reçu jusqu'à 140 récompenses de platine, d'or et d'argent — et même une de diamant — pour avoir vendu plus d'un million d'exemplaires, un record au Portugal,. Il est l'un des musiciens recordmen de ventes au Portugal, avec des ventes dépassant les 5 millions d'exemplaires,,.

## Décoration
- Commandeur de l'ordre de l'Infant Dom Henri (2 mai 2022).

## Discographie

### Albums
- Concerto Ligeiro (Colectânea, VC, 1979)
- O Disco de Ouro  (colectânea, 1982) - 4xOuro
- Os Grandes Êxitos I  (colectânea, VC, 1984)
- Os Grandes Êxitos II  (colectânea, VC, 1984)
- Romance (LP, VC, 1984) - Platina
- Sedução (LP, EMI, 1986)
- Exitos (Colectânea, EMI, 1987)
- Exitos 2 (Colectânea, EMI, 1988)
- Marco Paulo (LP, EMI, 1988)
- De Todo o Coração (LP, EMI, 1990)
- Maravilhoso Coração (colectânea, EMI, 1991)
- Amor Total (CD, EMI, 1993)
- Beijinhos Doces  (CD, EMI, 1995)
- Eu Tenho Dois Amores - Colecção Caravela  (colectânea, EMI, 1996)
- Reencontro  (CD, EMI, 1997)
- Alma Gémea (CD, EMI, 1999)
- 35 Anos da Nossa Música  (CD, Zona Música, 2001)
- As Nossas Canções (CD, Zona Música, 2003)
- Ouro e Platina (colectânea, EMI, 2004)
- Amor Sem Limite (CD, Zona Música, 2004)
- 40 Anos de Amor Eterno (CD, Zona Música, 2005)
- Marco Paulo 2007 (CD, Zona Música, 2007)
- O Melhor de Mim (Colectânea, iPlay, 2008)
- De corpo e Alma (CD, Espacial, 2009)
- Perfil (Colectânea, iPlay, 2010)
- Vida (CD, Espacial, 2010

### Singles
- Não Sei/Estive Enamorado/O Mal às Vezes é Um Bem/Vê (EP, AVD, 1966) 7LEM 3172
- Gina/Sei Entender O Mar/Pergunta Ao Vento/Amor, Sempre Amor(EP, AVD, 196-) 7LEM 3183
- Sou Tão Feliz (EP, 1967) 7LEM 3184
- Ba  (EP, 1967) 7 LEM 3192 [O Mar embalou Meu Destino/Só Depois do Fim/Balada das Horas/Lista É Tudo Isto]
- Pouco Mais/O Resto da Vida/O Nosso Mundo/Tema Para Uma Canção (EP, 1967) 7LEM 3204
- Prece À Mãe/Eu Não Sou Eu/Vale A Pena Viver/No Dia Em Que Vi Maria (EP, AVD, 196-) 7LEM 3206
- São Francisco (1967)
- Tu Só Tu (EP, Decca, 1967) - Tu Só Tu/Gatinha Nem Sol Nem Lua/Anouschka [Simone & Marco Paulo]
- Canção Para Um Poeta/De Braço Dado/Os Fios da Esperança/O Mundo É de Todos (EP, AVD, 1969) 7LEM 3230
- Oh Lady Mary/Rendição/Por Esse Mundo/Junho (EP, 1969) 8 E016-40019 M
- Canta Eurovisão 1970 [Toc-Toc/Gwendoline/Marie-Blanche/Todas As Coisas Me Falam De Ti] (EP, AVD,)
- Love Story (Single, 1971)
- Fala Amorosamente [tema de O Padrinho]/Poderia Ser, Eu/Tu És Mulher Não És Uma Santa/Oração do Amor Perdido (EP, AVD, 1972) 8E016 40231
- O Mais Feliz do Mundo/Não Há Final Jamais (Single, VC, 1975)
- Com O Vento Vou Cantando
- No Comboio da Meia Noite (Single, VC, 1977)
- Canção Proibida/Ninguém Ninguém (Single, VC, 1978) - ouro
- Mulher Sentimental/Nina (Single, VC, 1979) - ouro
- Amar É Saber Perdoar (Single, VC, 1980)
- Eu Tenho Dois Amores/Tão Amantes Que Nós Fomos (Single, VC, 1980) - 3xOuro
- Mais e Mais Amor/Quem Vier Por Bem (Single, VC, 1981) 2xprata + Ouro
- É O Fim do Mundo/Vou Recordar (Single, VC, 1982)
- Anita (Single, VC, 1982) - Ouro
- Paga (Single, VC, 1983) - Prata
- Morena Morenita/Mulher Sonhada (Single, VC, 1984) - Ouro
- Só Falei Para Dizer Que Te Amo (Single, VC, 1984)
- Deixa Viver/Nasci Para Cantar (Single, VC, 1984)
- Se Deus Quiser/Quem Te Viu, Quem Te Vê (Single, VC, 1985)
- Dono do Meu Coração (Single, VC, 1986))
- Amor Italiano (Single, VC, 1986)
- Sonho Tropical (Single, VC, 1987)
- Joana/Vozes do Vento (Single, VC, 1988) 3x Platina
- Sempre Que Brilha O Sol (Single, VC, 1988)
- Anjo Azul (Single, EMI, 1988)
- Quando O Pai Cantava (Single, EMI, 1988)
- Um Amor Em Cada Porto (Single, EMI, 1990)
- Ai, Ai, Ai Meu Amor (Single, EMI, 1990)
- Taras e Manias (Single, EMI, 1991)
- Maravilhoso Coração (Single, EMi, 1991)
- Perco a Cabeça (Singler, EMI, 1993)
- Amante, Irmão, Amigo (Promo, 1993)
- Amália (Single, EMI, 1995)